# 小林陵二
小林 陵二（こばやし りょうじ、1932年 - ）は、日本の工学者。石巻専修大学元学長。東北大学名誉教授。工学博士（東北大学）。専門は、流体工学・流体力学。岩手県盛岡市出身。

## 略歴
1955年東北大学工学部機械工学科卒業。1960年東北大学大学院工学研究科博士課程修了。
1960年東北大学高速力学研究所講師。1962年東北大学高速力学研究所助教授。1972年東北大学高速力学研究所教授。1985年（昭和60年）東北大学工学部教授。1996年（平成8年）東北大学停年退官。同名誉教授。
石巻専修大学理工学部教授。1998年石巻専修大学理工学部長。2001年石巻専修大学大学学長。2007年石巻専修大学退職。
2012年4月瑞宝中綬章受章。

## 著書
- 『衝撃破壊工学』（共著、技報堂、1990年）
- 『液体の微粒化技術』（共著、アイピーシー、1995年）
- 『大学講義水力学』（共著、丸善、2000年）

など